# Munkar e Nakīr
Munkar e Nakīr (in arabo منكر و نكير‎?) sono due angeli della morte a cui Allah demanda il compito di condurre nella loro tomba l'interrogatorio dei defunti, al fine di certificarne o meno la retta fede islamica.
Nel caso l'indagine sia positiva, il defunto avvertirà come fosse stato un attimo, il periodo che lo separa dal Giorno del Giudizio: preludio per il premio eterno paradisiaco. In caso contrario sarà sottoposto al cosiddetto Supplizio della tomba fino al medesimo Giudizio Finale che gli aprirà verosimilmente le porte infernali, coi suoi tormenti e le sue sofferenze, non eterni per chi sia stato musulmano, mentre nulla si sa per chi non sia mai stato musulmano.